# Dimos Sofades
Dimos Sofades (Sofades) är en kommun i Grekland.   Den ligger i prefekturen Nomós Kardhítsas och regionen Thessalien, i den centrala delen av landet, 200 km nordväst om huvudstaden Aten. Antalet invånare är 21 759.